# Miguel Frigenti
Miguel Frigenti (Talavera de la Reina, Toledo, 31 de octubre de 1987) es un periodista y colaborador de televisión español.

## Biografía
Miguel González Frigenti nació el 31 de octubre de 1987 en Talavera de la Reina (Toledo). Su contacto con el mundo del periodismo y más con el de los realitys, donde es un reconocido experto, fue la creación de la web de Realitymania, una de las pioneras en comentar realities y que se consiguió en una de las webs más seguidas relacionadas con este tipo de programas. En 2013 se licencia en periodismo por la Universidad Complutense de Madrid, aunque previamente ya había realizado su primera participación en televisión con el programa El revientaprecios (2009-2010) en Telecinco, presentado por Miquel Serra. Después de obtener el grado, colabora en diversos medios de prensa escrita como El Español, Formula TV o Lecturas, además, se hace popular en televisión por sus intervenciones en el programa Gran Hermano: El Debate, donde interviene desde 2014 hasta su final en 2017.
Posteriormente, ha colaborado en los espacios de Telecinco Gran Hermano VIP: El Debate y Gran Hermano Dúo. En 2019 comienza a colaborar en el programa Ya es mediodía, también en Telecinco, hasta su despido en 2020. Poco después de su despido, comienza a colaborar en Sálvame y Deluxe, donde adquiere gran popularidad. En 2020 se estrena como concursante de dos programas de Mediaset España: La última cena, concurso de cocina en el que participa junto a sus hermanos y Ven a cenar conmigo: Gourmet edition en Cuatro. En septiembre de 2021 fichó como concursante de Secret Story: La casa de los secretos. En 2022 colabora en Secret Story: La noche de los secretos.

## Trayectoria
| Año             | Título                                 | Cadena      | Notas                              |
| --------------- | -------------------------------------- | ----------- | ---------------------------------- |
| 2009 - 2010     | El Revientaprecios                     | Telecinco   | Colaborador                        |
| 2014 - presente | Gran Hermano: El Debate                | Telecinco   | Colaborador                        |
| 2016            | Gran Hermano VIP 4                     | Telecinco   | Aspirante a concursante            |
| 2016 - presente | Gran Hermano VIP: El Debate            | Telecinco   | Colaborador                        |
| 2019 - presente | Gran Hermano Dúo: El Debate            | Telecinco   | Colaborador                        |
| 2019 - 2020     | Ya es mediodía                         | Telecinco   | Colaborador                        |
| 2020 - 2023     | Sálvame                                | Telecinco   | Colaborador                        |
| 2020 - 2023     | Deluxe                                 | Telecinco   | Colaborador                        |
| 2020            | La última cena                         | Telecinco   | Participante (6.º lugar)           |
| 2020            | Ven a cenar conmigo: Gourmet edition   | Cuatro      | Participante (2.º lugar)           |
| 2021            | La última cena 2                       | Telecinco   | Comensal                           |
| 2021            | Secret Story: la casa de los secretos  | Telecinco   | Concursante (3.ª / 12.ª expulsión) |
| 2022            | Secret Story: la noche de los secretos | Telecinco   | Colaborador                        |
| 2023            | Solos/Solas                            | Telecinco   | Participante                       |
| 2023            | Gran Hermano VIP: Límite 48 Horas      | Telecinco   | Colaborador                        |
| 2024            | Los vecinos de la casa de al lado      | Mitele PLUS | Colaborador                        |
| 2024            | Socialité Club                         | Divinity    | Colaborador invitado               |
| 2025            | Gran Hermano Dúo 3                     | Telecinco   | Concursante (8.ª expulsión)        |
| 2025-presente   | Fiesta                                 | Telecinco   | Colaborador                        |
| 2025-presente   | Supervivientes: Tierra de Nadie        | Telecinco   | Colaborador                        |